# Dabécie

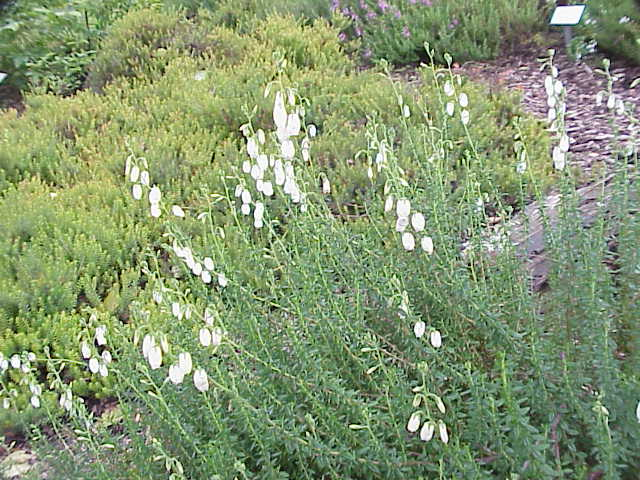
Dabécie kantabrijská (Daboecia cantabrica), celkový pohled

Dabécie, též nazývaná irský vřes, je malý rod v čeledi vřesovcovité, zahrnující pouze 2 druhy. Jsou to nízké stálezelené keříky, blízce příbuzné s rodem vřesovec (Erica).
Dabécie se liší od evropských vřesovců zejména korunou květu. Ta je podstatně větší než u vřesovců a po opylení opadává, kdežto u vřesu je vytrvalá. Listy jsou u daboecie vždy střídavé, nikdy přeslenité. Rodové jméno pochází z názvu pro irskou světici, Saint Dabeoc, ale s oběma středními samohláskami obrácenými.

## Druhy
- Dabécie kantabrijská (Daboecia cantabrica) – výskyt v západní Evropě , západním Irsku (hrabství Galway a jih hrabství Mayo), západní Francii, severním Španělsku a severozápadním Portugalsku. Je pěstovaná i v ČR.
- Daboecia azorica – výskyt na Azorských ostrovech.
- Daboecia x scotica – kříženec obou druhů

## Taxonomie
Někteří botanici zastávají názor, že druh je monotypický a že Daboecia azorica je jen poddruh dabécie kantabrijské (Daboecia cantabrica)

## Význam
Dabécie jsou v některých evropských státech populární zahradní rostliny a bylo vyšlechtěno mnoho okrasných kultivarů. Kultivary též zahrnují křížence obou druhů, který je uznáván i jako druh a je pojmenován Daboecia x scotica